# Pero Gotovac
Pero Gotovac (Zagreb, 12. veljače 1927. – Zagreb, 21. rujna 2017.) bio je hrvatski skladatelj, dirigent i glazbeni producent.
Kao urednik i producent nakon završene glazbene akademije zapošljava se u diskografskoj kući Jugoton, a od 1973. godine preuzima dužnost dirigenta zagrebačkoga Gradskog kazališta Komedija, gdje ostaje do 1996. godine. Dobitnik je brojnih priznanja i nagrada. Član je Hrvatske glazbene unije i Hrvatskog društva skladatelja u kojemu djeluje kao dugogodišnji član predsjedništva te na funkcijama predsjednika i dopredsjednika.

## Životopis
Pero Gotovac rođen je 12. veljače 1927. godine u Zagrebu. Po završetku studiranja glazbene akademije postaje urednik i producent diskografske kuće Jugoton (danas Croatia Records - Hrvatska naklada zvuka i slike). U postprodukciji često radi i tehničku montažu (poglavito za ozbiljnu glazbu), te u arhivi ostavlja tisuće snimljenih minuta, a kao školovani glazbenik uz urednički, obavlja i producentski posao gdje sa suradnicima snima brojne glazbene programe. Tijekom 1960-ih godina kao skladatelj i aranžer, svojim uspješnicama pridonosio ostvarenju nacionalnog autentičnog glazbenog izričaja.
Nakon 17 godina napušta diskografiju i preuzima dužnost dirigenta u gradskom kazalištu "Komedija" iz Zagreba, gdje ostaje do 1996. godine. Tada se okreće skladanju kazališnih komada, odnosno glazbeno-scenskoj i televizijskoj produkciji. Kao aranžer mnogih skladbi i autor vrlo uspješnih šansona, piše i filmsku, televizijsku te posebno kazališnu glazbu. Također je autor brojnih skladbi drugih stilskih obilježja, gdje se posebno ističu zborske i sakralne glazbe, kao i vrlo uspješna glazba za djecu. Dvije popularne kultne TV serije Naše malo misto i Velo misto također su popraćene njegovom glazbom u duhu Dalmacije i mediteranskog okruženja.

## Nagrade i priznanja
Pero Gotovac dobitnik je brojnih nagrada i priznanja, aneke od njih su: Sirena, Zlatni satir, Zlatno sidro, Zlatna Trešnja, Zlatna značka HGU-a, zlatne, srebrne i brončane plakete festivala Cro patria, Omiš, Split i Požega.
- 1960. - Ordenom rada sa srebrenim vijencem (za kolektivni rad na prvoj stereo glazbenoj snimci u Jugoslaviji)
- 1987. - Nagrada Josip Štolcer Slavenski
- 1995. - Nositelj je odličja Red Danice hrvatske s likom Marka Marulića
- 2000. - Porin za životno djelo za poseban doprinos hrvatskoj glazbenoj kulturi[3][4]
- 2003. - Porin za najbolju folklornu pjesmu

## Diskografija

### Albumi
- 1974. - Ibrica Jusić
- 1977. - Emina
- 1978. - Ne dajte da vas zavedu
- 1980. - Split, dalmatinske klape, pjesme festivala
- 1981. - Rodija se sin
- 1988. - Ja te volim najviše na svijetu
- 1990. - Sve najbolje 2
- 1991. - Vrati se, sine
- 1994. - Retrospektiva
- 1995. - Tvoja zemlja
- 1997. - Klapa Fortunal
- 1998. - Dan prije, live in ZeKaeM
- 2001. - Šibenske uspomene 1
- 2001. - Šibenske uspomene 2
- 2002. - Kronologija
- 2004. - 16 originala '67 - '68
- 2004. - Svim na zemlji mir, veselje
- 2006. - The platinum collection
- 2007. - The platinum collection

Festivali i kompilacije
- 1994. - Tebi grade moj - Pjesme o Zagrebu
- 2007. - Da te mogu pismom zvati - Libar IX

## Filmografija
- 1970. - Naše malo misto (RTZ, Danijel Marušić)
- 1977. - Mećava (Jadran film, Croatia film, Antun Vrdoljak
- 1978. - Oko (TVZ, Joakim Marušić)
- 1981. - Velo misto (TVZ, Joakim Marušić)

## Ostalo
- "Libar Miljenka Smoje oli ča je život vengo fantažija" kao sudionik dokumentarnog serijala (2012.)

## Knjiga
- 2017. - Mikroportreti - Moderato cantabile (Cantus, Zagreb, 2017.)

## Vanjske poveznice
- Hrvatsko društvo skladatelja: Gotovac, Pero (životopis)
- HRT Magazin: Umro Pero Gotovac  Arhivirana inačica izvorne stranice od 2. siječnja 2018. (Wayback Machine)
- Tportal.hr – Preminuo istaknuti skladatelj i dirigent Pero Gotovac